# María Sáenz Quesada
Maria Sáenz Quesada (Buenos Aires, 14 de desembre de 1940) és una historiadora i escriptora argentina.

## Biografia
Llicenciada en Història, és agregada de la Universitat del Salvador, especialitzada en història de l'Argentina i llatinoamericana. És membre de l'Acadèmia Nacional de la Història de la República Argentina i de l'Acadèmia Nacional d'Educació. Va presidir l'Institut d'Investigacions Manzana de las Luces.
Va publicar diversos treballs a la revista Todo es Historia, de la qual és actualment directora des de la mort de Félix Luna (2009). També va publicar en altres mitjans, com el diari Clarín i va exercir la docència a nivell secundari i universitar, i ha dictat conferències al país i a l'exterior.
A la televisió va coordinar els programes de Todo es Historia el 1983, 1984 i 1987. Es va exercir també com a directora del Museu Presidencial Casa Rosada entre 1988 i 1989.
Va ser secretària de Cultura del govern de la Ciutat de Buenos Aires entre 1996 i 1998. Durant aquest període va mantenir un fort enfrontament amb l'Associació Argentina d'Actors (AAA) i amb els teatres dependents de l'Estat per qüestions vinculades als contractes laborals i els drets adquirits pels treballadors de la cultura.
El 2004 va rebre el Premi Konex de Platí a la disciplina «Biografia», i el 1994 va rebre el «Diploma al Mèrit» com una de les 5 millors biògrafes de la dècada a l'Argentina. Presideix la Fundació Konex des de 2016.

## Obra
- La primera presidente (en castellà).  Sudamericana, 2016. ISBN 978-950-07-5479-8.
- Roque (en castellà).  Sudamericana, 2014. ISBN 978-950-07-4854-4.
- Mujeres, el largo camino (en castellà).  Capital Intelectual, 2013. ISBN 978-987-614-414-8.
- La libertadora (1955-1958) (en castellà).  Sudamericana, 2007. ISBN 978-950-07-2879-9.
- La historia de nuestras instituciones representativas y la Manzana de las Luces (en castellà).  Instituto de Investigaciones Históricas Manzana de las Luces, 2006. ISBN 978-950-9410-14-5.
- Isabel Perón (en castellà).  Planeta, 2003. ISBN 978-950-49-1119-7.
- La Argentina, Historia del país y de su gente (en castellà).  Sudamericana, 2001. ISBN 978-950-07-1877-6.
- Mujeres de Rosas (en castellà).  Planeta, 1999. ISBN 978-950-742-703-9.
- Mariquita Sánchez (en castellà). 2a edició.  Sudamericana, 1998. ISBN 978-950-07-1418-1.
- El camino de la democracia (en castellà).  Tiempo de Ideas, 1993. ISBN 978-987-99229-4-1.
- Dos transiciones a la democracia (en castellà).  Fundación Universidad de Belgrano, 1989. ISBN 978-950-697-010-9.
- Las alternativas políticas argentinas en el siglo XX (en castellà).  Universidad de Belgrano, 1986. ISBN 978-950-99152-0-6.
- El Estado Rebelde (en castellà).  Editorial de Belgrano, 1982. ISBN 978-950-577-018-2.
- Los Estancieros (en castellà). 4a.  Editorial de Belgrano, 1982. ISBN 978-950-577-031-1.